# Infrutescencia

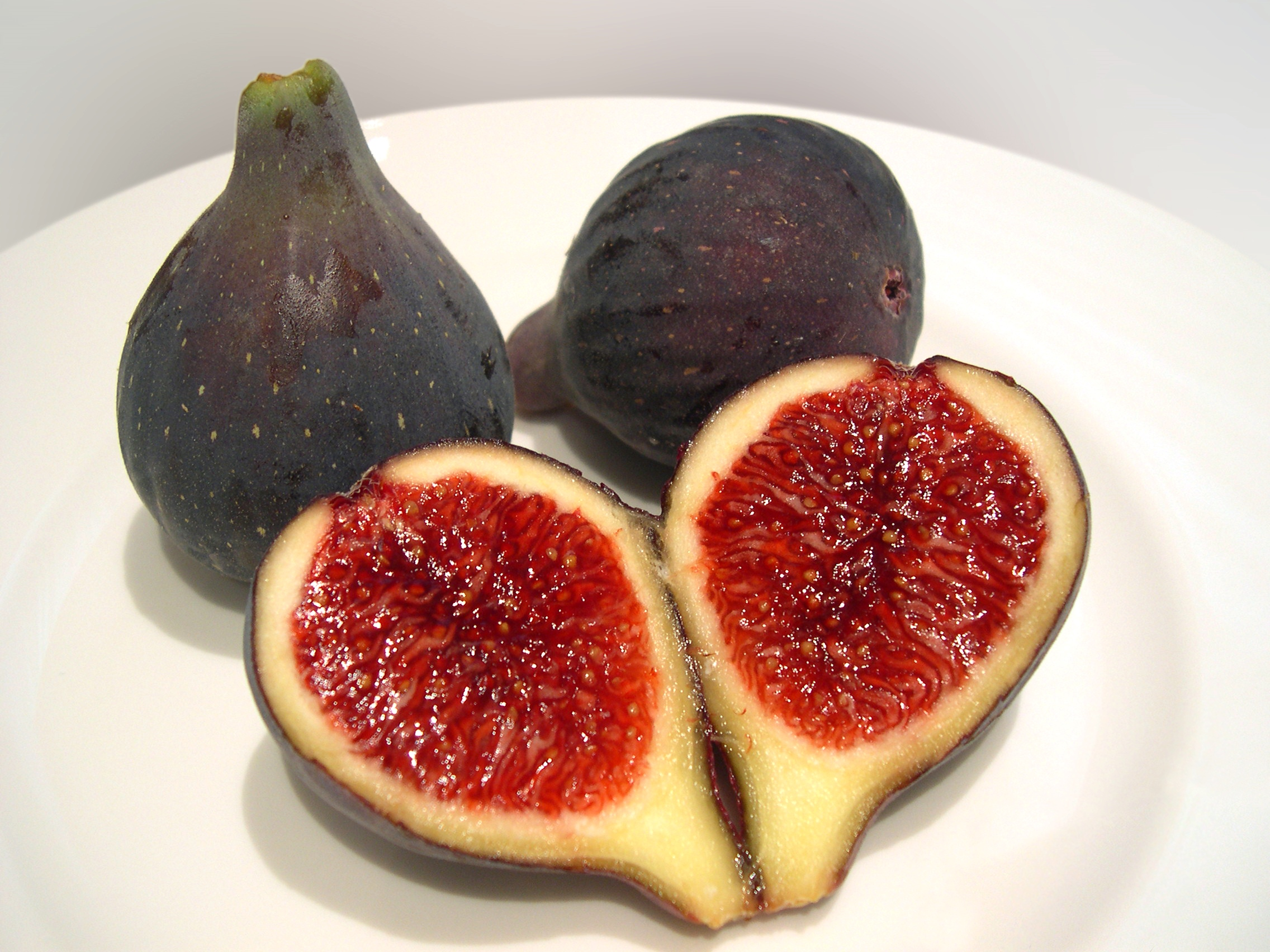
Higos.

En condiciones naturales, la infrutescencia es el resultado de la fecundación de una inflorescencia compacta, así como también de la fecundación del óvulo de ciertas flores apocárpicas. En una infrutescencia, los frutos se encuentran en una formación donde un fruto está adherido y contiguo a otro de forma que el conjunto se asemeja a un gran fruto. A pesar de su apariencia externa de un solo fruto, las infrutescencias pueden ser reconocidas por su estructura interna. 
Algunas infrutescencias y frutos agregados son conocidas popularmente y vendidas como frutas, estando sus frutos verdaderos dentro de ellas. Ejemplos de ello son la fresa —que en realidad es un fruto agregado, poliaquenio, formado por diminutos frutos individuales dispuestos sobre un receptáculo carnoso—, el higo y la piña —cuyo fruto lo forma el desarrollo de la inflorescencia completa.
No debemos confundir infrutescencia con los llamados frutos agregados que se originan de tan solo una flor apocárpica (que tiene carpelos libres), resultando un conjunto de frutos simples e independientes en la misma flor. Es el caso de las frambuesas y zarzamoras, denominados polidrupas.

## Tipos de infrutescencias
- El sicono. Es un falso fruto con receptáculo carnoso y cóncavo, recubierto por pequeños aquenios. Ejemplo: el higo.
- La Piña
- El cinorrodón. Falso fruto donde el tálamo se vuelve carnoso y engloba en su interior a numerosas pequeñas nueces. Ejemplo: la rosa.

- Datos: Q1627377
- Multimedia: Infructescences / Q1627377